# Jacint Sarrado i Lladós
Jacint Sarrado i Lladós (Tírvia, Pallars Sobirà, 1852 - Sort, Pallars Sobirà, 1941) va ésser un propietari que exercí les funcions de secretari de l'ajuntament de Tírvia i d'altres poblacions de la Vall Farrera i de la Coma. Durant la darrera Guerra Civil espanyola es refugià a la Seu d'Urgell i acabat el conflicte es traslladà a Sort. Dins el marc de la Unió Catalanista fou designat a les Assemblees de Manresa (1892) i Terrassa (1901).